# Natri nitrit
Natri nitrit, với công thức NaNO2, được dùng như một chất hãm màu và chất bảo quản trong thịt và cá. Ở dạng tinh khiết, nó có dạng bột tinh thể màu trắng hơi ngả vàng. Nó tan rất tốt trong nước và là chất hút ẩm. Nó bị oxy hóa chậm trong không khí thành natri nitrat, NaNO3.
Sodium nitrit còn được dùng trong việc sản xuất thuốc nhuộm điazo, các hợp chất nitroso, và các hợp chất hữu cơ khác; trong việc nhuộm và in lên vải, tẩy trắng vải; trong nhiếp ảnh; là chất phản ứng và chất ức chế trong phòng thí nghiệm; loại bỏ thiếc và phosphat hoá kim loại; và trong sản xuất cao su. Nó có thể được dùng như một chất điện phân trong quy trình mài điện, tiêu biểu là dung dịch 10%. Natri nitrit còn đang được dùng trong thuốc chữa bệnh cho người và cho thú y như thuốc giãn mạch, thuốc giãn phế quản, và là thuốc giải độc cho ngộ độc xyanua.

## Sử dụng

### Trong chế độ ăn thông thường của con người
Nitrit là một phần của thực đơn bình thường của người, được tìm thấy trong hầu hết các loại rau củ. Rau xà lách và rau diếp có thể chứa hàm lượng co đến 2500 mg/kg nitrat, cải xoăn (302 mg/kg) và súp lơ xanh (61 mg/kg), hoặc thấp như măng tây. Hàm lượng nitrit trong 34 mẫu rau củ, gồm các loại bắp cải, rau diếp, xà lách, ngò tây, củ cải trong khoảng 1,1 và 57 mg/kg, ví dụ như súp lơ trắng (3,49 mg/kg) và súp lơ xanh (1,47 mg/kg). Các loại rau củ chín làm mất đi nitrat nhưng nitrit thì không. Các loại thịt tươi chứa 0,4-0,5 mg/kg nitrit và 4–7 mg/kg nitrat (10–30 mg/kg nitrat trong thịt của động vật được chữa bệnh). Sự hiện diện của nitrit trong tế bào động vật là kết quả của sự trao đổi nitơ oxit (NO), một chất dẫn truyền thần kinh quan trọng. NO có thể được tạo mới từ enzim tổng hợp NO dùng arginin hay hấp thụ nitrat/nitrit qua đường ăn uống. Hầu hết các nghiên cứu về tác động tiêu cực của nitrit lên con người xảy ra sau khi khám phá ra tầm quan trọng của nitrit lên sự trao đổi chất của con người và sự trao đổi bên trong cơ thể của nitrit.

### Phụ gia thực phẩm
Là một phụ gia thực phẩm, nó thoả mãn hai mục đích trong công nghiệp thực phẩm vì nó vừa thay đổi màu sắc của cá và thịt đã được bảo quản, vừa ngăn sự phát triển của Clostridium botulinum, vi khuẩn gây chứng ngộ độc thịt. Ở EU, nó chỉ được dùng trong hỗn hợp với muối ăn chứa tối đa 0,6% natri nitrit. Nó có số E E250. Kali nitrit (E249) cũng có công dụng tương tự.
Trong khi natri nitrit ngăn sự phát triển của vi khuẩn, nó lại là chất độc nếu ở hàm lượng cao đối với động vật kể cả người. LD50 của natri nitrit ở chuột là và LDLo ở người là 71 mg/kg, nghĩa là một người nặng 65 kg sẽ phải hấp thụ ít nhất 4,615 g thì sẽ bị ngộ độc. Để ngăn ngừa, natri nitrit (pha muối ăn) mà được bán như chất phụ gia được nhuộm màu hồng để tránh lầm lẫn với muối ăn hay đường.

### Ứng dụng y khoa
Gần đây, natri nitrit được nhận thấy là một cách hiệu quả để tăng lưu lượng máu bằng cách giãn mạch máu, hoạt động như một chất làm giãn mạch. Nghiên cứu đang tiếp tục để kiểm tra tính khả dụng của nó cho việc điều trị thiếu tế bào hình liềm (máu), ngộ độc xyanua, nhồi máu cơ tim, phình mạch máu não, tăng huyết áp phổi ở trẻ nhỏ.
Một hỗn hợp tiêm tĩnh mạch chứa dung dịch natri nitrit được dùng như thuốc điều trị ngộ độc xyanua khẩn cấp.

### Chất tham gia tổng hợp
Natri nitrit được dùng để biến đổi amin thành các hợp chất điazo. Tính hữu ích của phản ứng này là để đưa các nhóm amino không bền cho phản ứng thế nucleophin, vì nhóm N2 là nhóm thế tốt hơn.
Trong phòng thí nghiệm, natri nitrit còn được dùng để tiêu hủy natri azua thừa.
NaNO2 + H2SO4 → HNO2 + NaHSO4
2NaN3 + 2HNO2 → 3N2 + 2NO↑ + 2NaOH
Đun nóng lên nhiệt độ cao, natri nitrit phân hủy, giải phóng khí NO, oxi và tạo natri oxit. Điều này có lẽ đã không làm người tự mổ đầu tiên dưới biển chết bởi nồng độ cao CO2 vì natri oxit hấp thụ ít nhất.

## Những quan tâm về y tế
Mối quan tâm chính về natri nitrit là sự tạo thành chất gây ung thư nitrosamin trong thịt chứa natri nitrit khi thịt đó bị cháy hay quá chín. Nitrosamin có thể hình thành từ phản ứng của natri nitrit với các amin bậc hai trong môi trường axit (như trong dạ dày) cũng như trong việc xử lý thịt được bảo quản, theo tài liệu về nitrosamin gồm của Mỹ về việc xử lý thịt đã bảo quản với natri nitrit cũng như ở Nhật về cách ướp muối. Trong thập niên 1920, một thay đổi quan trọng ở Mỹ về việc xử lý thịt đã gây ra sự sụt giảm đến 69% lương natri nitrit. Sự kiện này dẫn đến sự bắt đầu của một sự suy giảm đáng kể các ca mắc ung thư đường ruột. Trong khoảng năm 1970, người ta phát hiện ra rằng axít ascorbic (vitamin C) ức chế sự hình thành nitrosamin. Do đó, việc thêm vào tối thiểu 550 ppm axit ascorbic được yêu cầu đối với các sản phẩm thịt sản xuất ở Mỹ. Các nhà sản xuất thỉnh thoảng dùng axit erythorbic, một đồng phân rẻ hơn nhưng có công hiệu tương tự axit ascorbic. Thêm vào đó, các nhà sản xuất còn thêm vitamin E (Alpha-tocopherol) để tăng hiệu quả ức chế nitrosamin. Alpha-tocopherol, axit ascorbic, và axit erythorbic đều ức chế sản xuất nitrosamin do đặc tính oxi hoá-khử của nó. Ví dụ, axit ascorbic tạo ra axit đehiđroascorbic khi bị oxi hoá, mà khi có mặt N2O, một chất nitroso có đặc tính mạnh hình thành từ natri nitrat, chuyển N2) thành NO. Nhớ rằng NO không tồn tại trong ống nghiệm.
Sự tiêu thụ natri nitrit còn liên quan đến chứng đau nửa đầu của những người trải qua bệnh này.
Một nghiên cứu gần đây cho thấy sự tương quan giữa việc ăn nhiều thịt được xử lý qua natri nitrit (màu hồng) với bệnh phổi tắc nghẽn mãn tính (COPD). Những người nghiên cứu nói rằng các sản phẩm thịt chứa natri nitrit phải có trách nhiệm; tuy nhiên, đội không chứng minh được điều đó. Ngoài ra, đội cũng không chứng minh được nitrit hay thịt qua xử lý gây nên COPD, chỉ đơn thuần là có liên quan. Các nhà nghiên cứu đã sửa lại các nguyên nhân gây nên COPD, nhưng họ cũng chú thích rằng họ không thể bác bỏ tất cả khả năng hay nguy cơ mắc COPD.

### Cơ chế hoạt động
Nitrosamin được hình thành khi các amin tồn tại tự nhiên trong thực phẩm phản ứng với natri nitrit có trong thịt.
R2NH (amines) + NaNO2 (natri nitrit) → R2N-N=O (nitrosamin)
Trong môi trường axit (như trong dạ dày) hay nhiệt (như qua việc nấu ăn), nitrosamin được biến đổi thành ion điazoni.
R2N-N=O (nitrosamin) + (axi hay nhiệt) → R-N2+ (ion điazoni)
Các nitrosamine như N-nitrosođimetylamin và N-nitrosopyroliđin hình thành cacbocation phản ứng với các nucleophin sinh học (như DNA hay enzim) trong tế bào.
R-N2+ (ion điazonium) → R+ (cacbocation) + N2 +:Nu (nucleophin sinh học) → R-Nu
Nếu phản ứng thế nucleophin này xảy ra tại vị trí trọng yếu trong một phân tử sinh học, nó có thể phá vỡ cấu trúc tế bào thông thường dẫn đến ung thư hay hoại tử.